# Климена (дочь Катрея)
Климена (др.-греч. Κλυμένη) — персонаж греческой мифологии, критская царевна, жена Навплия и мать Паламеда.

## В мифологии
Античные авторы называют Климену дочерью критского царя Катрея и соответственно внучкой Миноса. Псевдо-Аполлодор пишет, ссылаясь на «трагических поэтов», что эта царевна стала женой эвбейского героя Навплия, но сам же приводит другую версию, по которой Навплий был женат на Филире или на Гесионе. Сыновьями Климены были Паламед, Ойак и Навсимедонт.
В честь одной из мифологических Климен назван астероид (104) Климена, который был открыт 13 сентября 1868 года американским астрономом Дж. К. Уотсоном в Детройтской обсерватории.